# DAV-Haus Astenberg
Das DAV-Haus Astenberg, auch Haus Astenberg, ist eine Schutzhütte der Sektion Wuppertal des Deutschen Alpenvereins (DAV). Sie liegt im Rothaargebirge in Deutschland. Die seit 2020 ganzjährig geöffnete und bewirtschaftete Hütte ist seit November 2023 geschlossen.

## Geschichte
Die Sektion Bergisches Land wurde am 15. Januar 1891 in Barmen als Sektion Bergisches Land des Deutschen und Österreichischen Alpenvereins (DuOeAV) gegründet. Am 25. November 1896 spalteten sich Mitglieder der Sektion Bergisches Land ab und gründeten die Sektion Barmen. 1910 wurde die Sektion Bergisches Land in Sektion Elberfeld umbenannt. Im Sommer 2005 nannte sich die Sektion Elberfeld in Sektion Wuppertal um. Mit Datum vom 26. August 2021 haben sich die beiden Sektionen des Deutschen Alpenvereins Barmen und Wuppertal zur Sektion Wuppertal des DAV zusammengeschlossen.
Die Sektion Wuppertal verfügt seit Juli 2020 über eine neue Mittelgebirgshütte in Neuastenberg (Sauerland) mit dem Namen DAV-Haus Astenberg. Ein an das „Haus Astenberg“ angrenzendes Grundstück gehörte bereits der Sektion Barmen. Mit dem Eigentümer des Hotels, der eine Aufgabe plante, kam man ins Gespräch und konnte sich 2020 auf eine Übernahme verständigen. Ursprünglich wurde das Haus als Ferienheim der Firma Bayer errichtet.

## Lage
Das DAV-Haus Astenberg befindet sich in Neuastenberg, einem Stadtteil von Winterberg im Hochsauerlandkreis.

## Zustieg
Es existiert ein Parkplatz am Haus, für 20 Stellplätze.

## Hütten in der Nähe
- Hagener Hütte am Ettelsberg, Selbstversorgerhütte, Rothaargebirge, (776 m ü. NHN)
- Hochsauerlandhaus, Selbstversorgerhütte, Rothaargebirge, (620 m ü. NHN)
- Sauerlandhütte, Selbstversorgerhütte, Rothaargebirge, (727 m ü. NHN)[7]

## Tourenmöglichkeiten
- Winterberger Hochtour, Mehrtagestour, Winterberg, 90,8 km, 27 Std.
- Sauerland-Höhenflug: Qualitätswanderweg von Meinerzhagen nach Korbach, 12 Etappen, 203 km, 51 Std.
- Golddorf Route Westfeld / Rothaarsteig-Spur „Kahler Asten-Steig“ Regionaler Wanderweg, Sauerland, 15,8 km, 5 Std.
- Hoher-Knochen-Weg (N2) Start: Winterberg-Neuastenberg, Wanderung, Winterberg, 7,2 km, 2,5 Std.
- Rothaarsteig, 8 Etappen, 154,7 km, 97 Std.
- Winterberger Hochtour (Etappe 10) von Hoheleye zum Kahler Asten, Wanderung, Winterberg, 11,1 km, 3 Std.
- Rothaarsteig von Winterberg nach Schanze, 8 Etappen, 18,6 km, 5 Std.
- Schwedensteig – Heidenstraße (W1) Regionaler Wanderweg, Sauerland, 14,8 km, 5 Std.
- Astenberg – Auf der Sommerseite – Westfeld – Astenberg, Wanderung, Sauerland, 20,1 km, 5,5 Std.[8]

## Klettermöglichkeiten
- Klettern in Neuastenberg.[9]
- Klettern im Sauerland.[10]
- Klettergebiete im Sauerland.[11]

## Skifahren
- Skiliftkarussell Winterberg.[12]
- Skigebiete im Sauerland.[13]
- Wintersport-Arena Sauerland.[14]

## Karten
- Winterberg: Wanderkarte / Wandelkaart mit Ausflugszielen, Einkehr- & Freizeittipps, wetterfest, reißfest, abwischbar, GPS-genau. 1:25.000 Deutsch-Niederländisch (Wanderkarte: WK) Landkarte – Gefaltete Karte. ISBN 978-3-7473-0655-0
- Kompass Karten Sauerland 1, Hochsauerland, Arnsberger Wald: 4in1 Wanderkarte 1:50.000 mit Aktiv Guide und Detailkarten inklusive Karte zur offline (KOMPASS-Wanderkarten, Band 841) Landkarte – Gefaltete Karte ISBN 978-3-99044-706-2
- Rothaarsteig, Brilon – Dillenburg: Leporello Wanderkarte mit Ausflugszielen, Einkehr- & Freizeittipps und Zugangswegen, GPS-genau. 1:25.000 (Leporello Wanderkarte: LEP-WK) Landkarte – Gefaltete Karte ISBN 978-3-89920-438-4